# Burkina Faso op de Olympische Zomerspelen 2020
Burkina Faso nam deel aan de Olympische Zomerspelen 2020 in Tokio, Japan. De selectie bestond uit 7 atleten, actief in 5 verschillende disciplines. Hugues Fabrice Zango won de eerste olympische medaille voor Burkina Faso ooit; brons op het onderdeel hink-stap-springen.

## Medailleoverzicht
| Medaille | Naam                 | Sport    | Onderdeel              | Datum      |
| -------- | -------------------- | -------- | ---------------------- | ---------- |
| Brons    | Hugues Fabrice Zango | Atletiek | hink-stap-springen (m) | 5 augustus |

## Atleten
Hieronder volgt een overzicht van de atleten die zich hebben verzekerd van deelname aan de Olympische Zomerspelen 2020.
| sport       | mannen | vrouwen | totaal |
| ----------- | ------ | ------- | ------ |
| Atletiek    | 1      | 1       | 2      |
| Judo        | 1      | 0       | 1      |
| Taekwondo   | 1      | 0       | 1      |
| Wielersport | 1      | 0       | 1      |
| Zwemmen     | 1      | 1       | 2      |
| totaal      | 5      | 2       | 7      |

## Sporten

### Atletiek
Mannen
Technische nummers
| atleet               | onderdeel          | kwalificaties | kwalificaties | finale  | finale |
| atleet               | onderdeel          | afstand       | rang          | afstand | rang   |
| -------------------- | ------------------ | ------------- | ------------- | ------- | ------ |
| Hugues Fabrice Zango | hink-stap-springen | 16,83         | 12 q          | 17,47   | Brons  |

Vrouwen
Loopnummers
| atlete       | onderdeel    | series | series | kwartfinale | kwartfinale | halve finale   | halve finale   | finale         | finale         |
| atlete       | onderdeel    | tijd   | rang   | tijd        | rang        | tijd           | rang           | tijd           | rang           |
| ------------ | ------------ | ------ | ------ | ----------- | ----------- | -------------- | -------------- | -------------- | -------------- |
| Marthe Koala | 100 m horden | 13,11  | 6      | n.v.t.      | n.v.t.      | niet geplaatst | niet geplaatst | niet geplaatst | niet geplaatst |

Meerkamp
| atlete       | onderdeel | onderdeel | 100 h | hs   | ks    | 200 m | vs  | sw  | 800 m | totaal         | rang           |
| ------------ | --------- | --------- | ----- | ---- | ----- | ----- | --- | --- | ----- | -------------- | -------------- |
| Marthe Koala | zevenkamp | res.      | 13,07 | 1,74 | 12,54 | DNS   | DNS | DNS | DNS   | niet gefinisht | niet gefinisht |
| Marthe Koala | zevenkamp | pnt.      | 1114  | 903  | 697   | -     | -   | -   | -     | niet gefinisht | niet gefinisht |

### Judo
Mannen
| atleet       | onderdeel | eerste ronde         | tweede ronde         | derde ronde          | kwartfinale          | halve finale         | herkansing           | finale / BM          | finale / BM    |
| atleet       | onderdeel | tegenstander uitslag | tegenstander uitslag | tegenstander uitslag | tegenstander uitslag | tegenstander uitslag | tegenstander uitslag | tegenstander uitslag | rang           |
| ------------ | --------- | -------------------- | -------------------- | -------------------- | -------------------- | -------------------- | -------------------- | -------------------- | -------------- |
| Lucas Diallo | −73 kg    | n.v.t.               | Bessi V 000–100      | niet geplaatst       | niet geplaatst       | niet geplaatst       | niet geplaatst       | niet geplaatst       | niet geplaatst |

### Taekwondo
| atleet          | onderdeel | eerste ronde         | kwartfinale          | halve finale         | herkansing           | finale / BM          | finale / BM    |
| atleet          | onderdeel | tegenstander uitslag | tegenstander uitslag | tegenstander uitslag | tegenstander uitslag | tegenstander uitslag | rang           |
| --------------- | --------- | -------------------- | -------------------- | -------------------- | -------------------- | -------------------- | -------------- |
| Faysal Sawadogo | -80 kg    | Khramtsov V 6–13     | niet geplaatst       | niet geplaatst       | Kanaet V 10–30       | niet geplaatst       | niet geplaatst |

### Wielersport

#### Wegwielrennen
Mannen
| atleet       | onderdeel    | tijd           | rang           |
| ------------ | ------------ | -------------- | -------------- |
| Paul Daumont | wegwedstrijd | niet gefinisht | niet gefinisht |

### Zwemmen
Mannen
| atleet          | onderdeel       | series | series | halve finale   | halve finale   | finale         | finale         |
| atleet          | onderdeel       | tijd   | rang   | tijd           | rang           | tijd           | rang           |
| --------------- | --------------- | ------ | ------ | -------------- | -------------- | -------------- | -------------- |
| Adama Ouedraogo | 50 m vrije slag | 25,22  | 54     | niet geplaatst | niet geplaatst | niet geplaatst | niet geplaatst |

Vrouwen
| atlete             | onderdeel       | series | series | halve finale   | halve finale   | finale         | finale         |
| atlete             | onderdeel       | tijd   | rang   | tijd           | rang           | tijd           | rang           |
| ------------------ | --------------- | ------ | ------ | -------------- | -------------- | -------------- | -------------- |
| Angelika Ouedraogo | 50 m vrije slag | 28,38  | 58     | niet geplaatst | niet geplaatst | niet geplaatst | niet geplaatst |